# Саросси, Пол
Пол Саросси (англ. Paul Sarossy; род. 24 апреля 1963, Барри, Онтарио, Канада) — канадский кинооператор и кинорежиссёр, член Канадского, Британского и Американского обществ кинооператоров. Известен сотрудничеством с канадским режиссёром Атомом Эгояном, выступив в качестве оператора-постановщика в его четырнадцати фильмах За многолетнее сотрудничество Эгоян и Саросси были награждены престижной наградой «Duo Award» Фестиваля Camerimage 2016 (Польша). По словам самого Саросси, наибольшее влияние на его творчество оказали работы кинооператоров Витторио Стораро, Свена Нюквиста и Нестора Альмендроса, а также режиссёра Бернардо Бертолуччи.

## Биография
Сын кинематографиста венгерского происхождения Ивана Саросси. Окончил киношколу Йоркского университета в Торонто.
В 1989 году дебютировал в качестве оператора в фильме Атома Эгояна «Роли с текстом». Это стало началом их творческого союза, за время которого они сняли ещё тринадцать картин, среди которых «Страховой агент», «Экзотика», «Славное будущее», «Путешествие Фелиции», «Арарат», «Где скрывается правда», «Хлоя», «Пленница» и «Помнить». В 2001 году дебютировал в качестве режиссёра, сняв в Великобритании криминальную драму «Посредник смерти», премьера которой состоялась на Международном кинофестивале в Торонто в том же 2001 году, и которая собрала несколько наград и номинаций, включая номинацию на Гран-при и победу за лучшую мужскую роль на Токийском международном кинофестивале. Шесть фильмов Саросси были номинированы на «Золотую пальмовую ветвь» в Каннах и два — на «Золотого льва» в Венеции. В 2003 году картина вышла в прокат в Великобритании

## Награды
Является обладателем пять премий «Джинни» за выдающиеся заслуги в кинематографе, пять премий Канадского сообщества кинооператоров, а также номинирован на премию «Primetime Emmy Award» и на премию «Независимый дух».

## Личная жизнь
Женат на североирландской актрисе Джеральдин О’Роу.

## Фильмография
| Режиссёр: Атом Эгоян - 1989 — Роли с текстом - 1991 — Страховой агент - 1994 — Экзотика - 1997 — Славное будущее - 2001 — Последняя плёнка Крэппа (ТВ) - 2002 — Арарат - 2005 — Где скрывается правда - 2008 — Обожание - 2009 — Хлоя - 2013 — Узел дьявола - 2014 — Пленница - 2015 — Помнить - 2019 — Почётный гость - 2023 — Семь вуалей Другие режиссёры: - 1990 — Ядерный репортер (реж. Крэйг Прайс) - 1991 — Белая комната (реж. Патрисия Розема) - 1991 — Масала (реж. Сринивас Кришна) - 1991 — Большое ограбление (ТВ) (реж. Стивен Серджик) - 1993 — Любовь и бренные останки (реж. Дени Аркан) - 1993 — Обыкновенное волшебство (реж. Джайлз Уокер) - 1995 — Кровь и пончики (реж. Холли Дэйл) - 1996 — Мариетт в восторге (реж. Джон Бэйли) - 1996 — Судебная ошибка (ТВ) (реж. Хейвуд Гулд) - 1997 — Скорбь (реж. Пол Шредер) - 1997 — Портрет совершенства (реж. Гленн Гордон Карон) - 1998 — Джерри и Том (реж. Сол Рубинек) - 1998 — Метеор Питера (реж. Джо О’Берн) - 1999 — Рокки Марчиано (ТВ) (реж. Чарльз Уинклер) - 2000 — Дуэты (реж. Брюс Пэлтроу) - 2000 — Порнушка (реж. Эмилио Эстевес) - 2000 — Лодка (реж. Джо Мантенья) - 2000 — На носу (реж. Дэвид Кэффри) - 2002 — Заплатить сполна (реж. Чарльз Стоун III) - 2002 — Идеальный пирог (реж. Барбара Уиллис Свит) - 2002 — Ни одна ночь не станет долгой (ТВ) (реж. Том Шенкленд) - 2002 — Человек, который спас Рождество (реж. Стурла Гуннарссон) - 2003 — Невероятная миссис Ритчи (ТВ) (реж. Пол Джозеф Отто Йоханссон) - 2003 — Солдатская девушка (ТВ) (реж. Фрэнк Пирсон) - 2003 — Голова в облаках (реж. Джон Дайган) - 2003 — История Марты Стюарт (ТВ) (реж. Джейсон Энслер) - 2004 — Клуб выживших (ТВ) (реж. Кристофер Лейтч) - 2005 — Возвращение мистера Рипли (реж. Роджер Споттисвуд) - 2005 — Смерть на реке (реж. Ник Уиллинг) - 2006 — Секрет (реж. Венсан Перес) - 2006 — Плетёный человек (реж. Нил Лабут) - 2006 — В одну сторону (реж. Рето Салимбени) - 2007 — Проделки в колледже (реж. Джон Полл) - 2007 — Сделка (реж. Стивен Шактер) - 2007 — Скачки (реж. Леонард Фарлинджер) - 2007 — Картинки Холлис Вудс (ТВ) (реж. Тони Билл) - 2010 — Дуэль (реж. Довер Косашвили) - 2016 — Не разговаривайте с Ирен (реж. Пэт Миллс) - 2018 — Падре (реж. Джонатан Собол) - 2018 — Её украденное прошлое (реж. Пенелопа Бюйтенхайс) - 2023 — Что скрывает Ирен? (реж. Луиз Аршамбо) |